# Областной привилей
Областно́й привиле́й — законодательный акт Великого княжества Литовского, юридическая сила которого состояла в закреплении автономных прав некоторых земель (княжеств, воеводств, поветов).
Право выдачи областных привилеев принадлежало великим князьям литовским. Первыми областные привилеи получили Полоцкая и Витебская земли в период между 1392—1399 годами. В число наиболее известных областных привилеев входят: Бельские 1501, 1547 годов, Волынские 1501, 1509, 1547 годов, Витебские 1503, 1509, 1561 годов, Дорогичинские 1511, 1547 годов, Жемойтские 1422, 1492, 1574 годов, Киевские 1507, 1529 годов, Мстиславский 1551 года, Новогородский 1440 года, Полоцкие 1511, 1547, 1580, 1634, 1699 годов, Смоленский 1505 года. Наиболее типичными, по мнению исследователя И. А. Юхо, являются Витебский областной привилей 1503 года и Полоцкий 1511 года. Ими князь закрепляет свой прежний зарок не вмешиваться в церковные дела витебчан и полочан. Также этими привилеями гарантируются различные права жителей. Так, воеводы в эти города могли назначаться только с согласия местных жителей. Для суда над полочанами могло использоваться лишь полоцкое право. Боярам и мещанам давалось право свободного выезда за границу.
Помимо гарантий имущественных и личных прав жителей, эти привилеи содержали обязательства великих князей не вмешиваться в церковные дела православных земель государства. Истоком норм, закреплённых в областных привилеях, было местное обычное право, а также на их выработку наложила свой отпечаток административная и судебная практика во время нахождения земель в составе княжества. В целом же выдача и неоднократное подтверждение областных привилеев были частью государственно-правового механизма.
Наличие областного привилея служило свидетельством наличия у наделённой им территории особого статуса в государстве, её автономных прав. Для специалистов областные привилеи представляют ценный для исследования социальной и сословной структуры общества источник.

## См.также
- Привилегия